# Barat College
Il Barat College of the Sacred Heart era un'università cattolica romana situata a Lake Forest (Illinois), 30 miglia a nord di Chicago. Il collegio prende il nome da santa Maddalena Sofia Barat, fondatrice della Società del Sacro Cuore di Gesù. Il Barat College è stato acquistato dalla DePaul University nel 2001, ma è stato chiuso nel 2005; la facoltà e il corpo studentesco furono assorbiti da DePaul, e il campus e l'inventario educativo furono venduti. 